# Blanka Teleki
Blanka Teleki (ur. 3 lipca 1806 w Kövarhosszufalu, zm. 23 października 1862 w Paryżu) – węgierska hrabianka, działaczka na rzecz dostępu do edukacji i praw kobiet, malarka.

## Życiorys
Urodziła się 3 lipca 1806 roku w Kövarhosszufalu (dziś: Satulung w okręgu Marmarosz). Jej ojcem był hrabia Imre Teleki (1782–1848), a matką Karolina Brunswick (1782–1843). Studiowała sztukę w Monachium i w Paryżu, pobierała lekcje malarstwa u Léona Cogniet. Zajmowała się malarstwem i rzeźbą. 
Torowała drogę edukacji kobiet na Węgrzech. Wraz z Klárą Leövey przewodziła wczesnemu ruchowi feministycznemu na Węgrzech. W 1846 roku założyła w Peczu pierwszą na Węgrzech szkołę średnią dla kobiet. Jej niezależność wynikająca z braku więzi małżeńskich i niechęci do życia towarzyskiego oraz zdecydowany patriotyzm wyróżniały ją na tle kobiet epoki. 
Należała do grona najbardziej zaangażowanych kobiet podczas powstania węgierskiego 1848 roku. Choć wraz ze swymi uczennicami otwarcie wspierała powstanie, na łamach prasy ostrzegła, iż ze względu na jedynie powierzchowną emancypację oraz brak praktycznego i patriotycznego wykształcenia kobiety nie były jeszcze gotowe, by konstruktywnie włączyć się w politykę. Po zdobyciu Peczu przez Austriaków musiała zamknąć szkołę, lecz dalej pisała, a także opiekowała się zranionymi żołnierzami i ich rodzinami. Lata 1853–1857 spędziła w więzieniu, odbywając karę za dawanie schronienia powstańcom. Jej pobyt w więzieniu stał się tematem obrazu Viktora Madarásza z 1867 roku. 
Zmarła 23 października 1862 roku w Paryżu. 
Jej prace znajdują się w zbiorach Magyar Nemzeti Galéria. 